# Antoine-Joseph Pernety
Antoine-Joseph Pernety, también conocido como Dom Pernety (Roanne, 23 de febrero de 1716 - Aviñón, 16 de octubre de 1796) fue un alquimista, bibliotecario, escritor y monje benedictino francés de la Congregación de San Mauro, de la cual fue expulsado. Se hizo famoso con la fundación en Prusia de los Illuminati de Berlín y a su regreso a Francia, de los Illuminati de Aviñón.

## Biografía

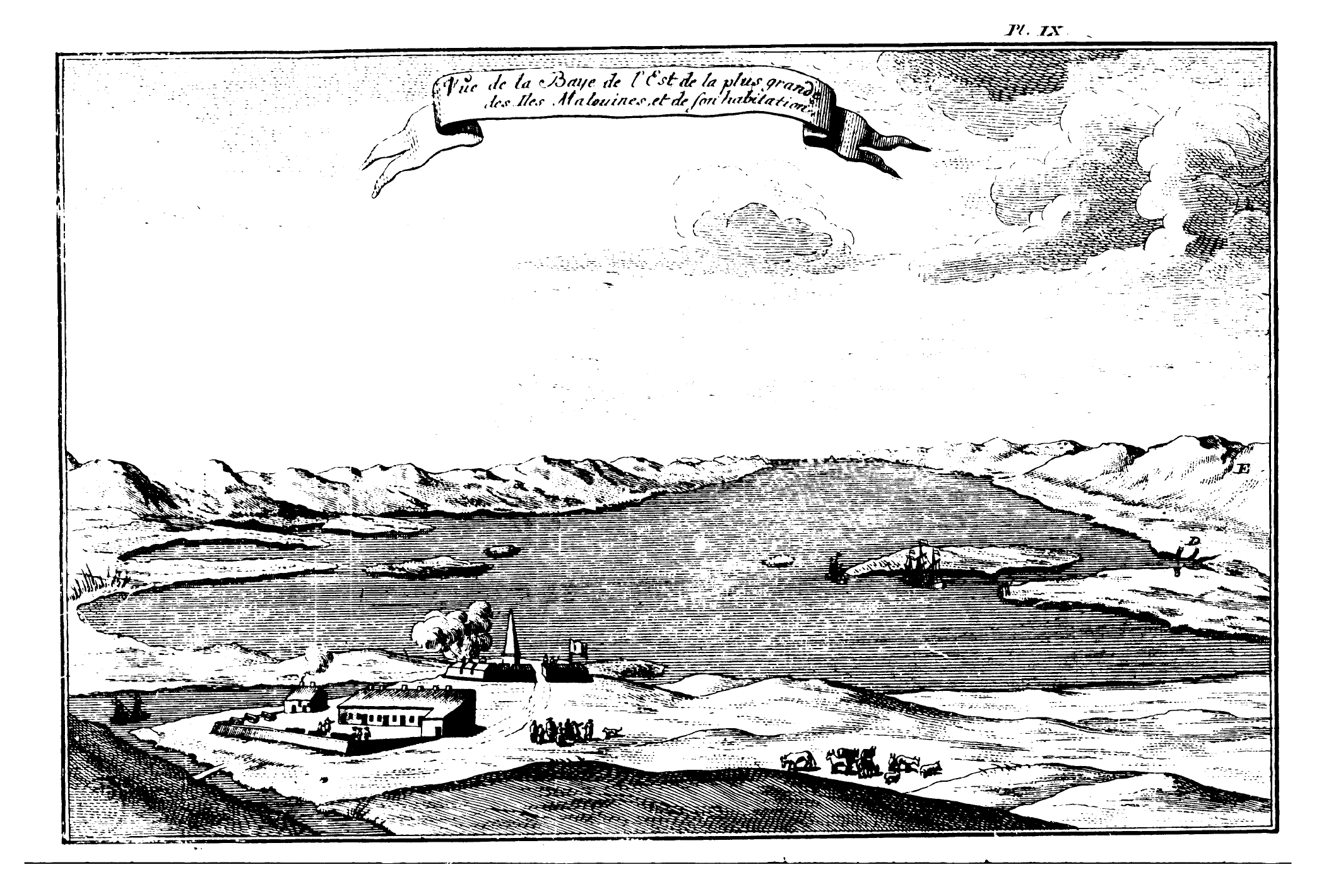
Puerto Soledad, Islas Malvinas. Dom Pernety, 1769.

Al terminar sus estudios primarios ingresó en la congregación benedictina de San Mauro. Destinado a la abadía de Saint-Germain-des-Prés, habría descubierto el hermetismo en 1757 en su biblioteca. En 1758 escribe dos obras que le harán célebre: Las fábulas egipcias y griegas, desveladas y reducidas al mismo principio, con una explicación de los jeroglíficos y de la Guerra de Troya y el Diccionario mito-hermético donde se encuentran las alegorías fabulosas de los poetas, metáforas, enigmas y los términos bárbaros de los filósofos herméticos explicados.
Extremadamente cultivado y erudito, en 1762-1763, partió con Louis Antoine de Bougainville en una expedición a las Islas Malvinas como capellán y naturalista, la cual hizo escala en varias ciudades, como Montevideo, y estableció el primer asentamiento estable de Port-Saint-Louis, que al pasar a manos de los españoles en 1767, pasaría a llamarse Puerto Soledad. Publicó en dos volúmenes el relato de las exploraciones de la naturaleza de las Malvinas y de la isla brasileña de Santa Catarina. En particular, expuso la primera descripción del fenómeno de las piedras de las Malvinas.
De vuelta a Francia a finales de 1764, en medio de una crisis existencial, fue expulsado por primera vez de la congregación religiosa y se instala en Aviñón, donde ingresa en la logia masónica de los Seguidores de la verdad. En esa época crea su propia orden iniciática, el Rito Hermético. Para escapar del vice legado de la Inquisición de Aviñón, Grégoire Salviati, debe exiliarse al Berlín de Federico II de Prusia, que le nombra conservador de su biblioteca real. Así, puede continuar sus investigaciones sobre la Gran Obra y se embarca en el estudio de libros antiguos para descubrir el secreto de la piedra filosofal. 
Se apasiona con las doctrinas místicas cristianas del sueco Emanuel Swedenborg y funda, con el conde polaco Tadeusz Grabianka, los Illuminati de Berlín. En 1770 escribe un pequeño manual para uso interno del Rito Hermético, el Ritual alquímico secreto y en 1776 un tratado que dedicará a Federico II, Del conocimiento del hombre moral por el hombre físico.
Pero su proselitismo no complace al rey por lo que, acompañado por el conde, vuelve a Aviñón. Reorganiza su antigua orden y funda la secta masónica de los Illuminati de Aviñón o Illuminati del Monte Tabor. A fines de 1784, aceptan la invitación del marqués de Vaucroze, rico terrateniente de Bédarrides que está dispuesto a acogerles en una de sus propiedades, que se convertiría en el "Templo del Monte Tabor".
Los ágapes fraternales reunían más de un centenar de personas. La irrupción de la Revolución Francesa en los estados pontificios de Aviñón y el Condado Venaissin, dispersó a los Illuminati. Pernety fue detenido aunque fue puesto en libertad rápidamente por la intervención personal del ciudadano François Poultier, representante en misión. Encontró entonces refugio con el abogado Vincent-Xavier Gasqui, que le instaló en su palacete (hôtel) de la Place des Trois Pilats. Fue allí donde murió el 25 vendimiario Año V, o sea, el 16 de octubre de 1796.

## Obras
- Manuel bénédictin, contenant l'Imitation de Jésus-Christ ; la Règle de saint Benoist ; les Exercices tirés de cette règle ; et la Conduite pour la retraite du mois (1755).
- Dictionnaire portatif de peinture, sculpture et gravure avec un traité pratique des différentes manières de peindre, dont la théorie est développée dans les articles qui en sont susceptibles. Ouvrage utile aux artistes, aux élèves & aux amateurs (1757)
- Les Fables égyptiennes et grecques dévoilées et réduites au même principe, avec une explication des hiéroglyphes et de la guerre de Troye (1758). Réédition : La Table d'émeraude, Paris, 1982.
- Dictionnaire mytho-hermétique, dans lequel on trouve les allégories fabuleuses des poètes, les métaphores, les énigmes et les termes barbares des philosophes hermétiques expliqués (1758). Réédition : Bibliotheca Hermetica, 1972.
- Journal historique d'un voyage fait aux îles Malouines en 1763 et 1764 pour les reconnoître et y former un établissement et de deux voyages au détroit de Magellan avec une relation sur les Patagons (2 volumes, 1769)
- Discours sur la physionomie et les avantages des connoissances physionomiques (1769).
- Dissertation sur l'Amérique & les Américains (1769).
- Examen des Recherches philosophiques sur l'Amérique et les Américains, et de la Défense de cet ouvrage (1771).
- Les Vertus, le pouvoir, la clémence et la gloire de Marie, mère de Dieu (1790)